# Саут Кли Елъм
Са̀ут Кли Ѐлъм (на английски: South Cle Elum, в най-близък превод Южен Кли Елъм) е град в окръг Кититас, щата Вашингтон, САЩ. Саут Кли Елъм е с население от 457 жители (2000) и обща площ от 1,1 km². Намира се на 586 m надморска височина. ЗИП кодът му е 98943, а телефонният му код е 509.